# Weberella bursa
Weberella bursa är en svampdjursart som först beskrevs av Müller 1806.  Weberella bursa ingår i släktet Weberella och familjen Polymastiidae. Inga underarter finns listade i Catalogue of Life.